# Franco guadalupense
El franco guadalupense o bien franco de Guadalupe fue la moneda de curso legal desde 1848 (solo billetes) y en 1903 (con monedas propias) de las islas de Guadalupe y dependencias, las cuales eran las islas de Marigalante, La Deseada, las pequeñas islas Los Santos, las islas de Petite Terre, la parte norte de la isla de San Martín y la isla de San Bartolomé (desde 1877) que circuló hasta el año 1961, cuando en conjunto se creó el nuevo franco de las Antillas Francesas que a falta de acuñación se usaban las monedas del franco francés, y en 1975 comenzó a usar sus billetes también, y desde 2002 el euro. Se subdividía en 100 céntimos.

## Historia
Los franceses a principios del siglo XVII se habían establecido en el mar Caribe, específicamente en las islas antillanas menores, iniciando en los extremos noroeste y sudeste de la isla de San Cristóbal en 1625 —la isla entera había sido de los ingleses desde 1623 y luego solo el centro insular, en donde circularían las monedas de la libra esterlina— y consigo los colonizadores trajeron las primeras libras francesas.
Continuaron poblándola a pesar de la batalla con los españoles en 1629, año en que también colonizaron un tercio de la isla de Santa Cruz —dividida entre ingleses y neerlandeses en 1625, luego quedó dividida entre tres y finalmente los ingleses los expulsaron a los otros dos hacia 1645— y además los franceses se establecieron en la parte nororiental de la isla de San Martín desde 1631 hasta 1633 —la parte noroccidental era inglesa y el sur de los neerlandeses— año en que toda la isla fue ocupada por los españoles y adonde circularon oficialmente los reales del Virreinato de Nueva España.
Posteriormente los franceses conquistaron en 1635 a las islas de Guadalupe y Martinica, y desde 1648 todo el norte de la isla San Martín —ya que el sur se recolonizó con neerlandeses y adonde circularían los rijksdaalders o táleros imperiales de la metrópoli— en el mismo año que colonizó las islas de Marigalante, La Deseada y de Los Santos y también se anexionaron las pequeñas islas de Petite Terre (aunque recién fueran pobladas en 1770) y en donde circularon las libras francesas pero con los años comenzarían a escasear.
En el año 1717 se acuñaron por primera vez las monedas de la libra de las Colonias Francesas americanas que circularon en Guadalupe, Marigalante, La Deseada y en las islas Los Santos y además en las otras islas antillanas menores de Granada, Santa Lucía, Martinica, Dominica, San Bartolomé y el norte de la isla de San Martín, también en la sudamericana Guayana francesa y en las colonias norteamericanas, como la gobernación de Nueva Francia, y desde 1719 en las islas caribeñas de San Vicente y las Granadinas.
La libra colonial americana circuló en Guadalupe hasta 1731, año en que se acuñaron las primeras monedas de plata de la libra de las Islas de Barlovento para todas las Antillas Francesas (Îles du Vent, en francés) con ceca de La Rochelle.
Nuevamente la parte francesa de la isla de San Martín fue usurpada por los británicos desde 1734, por lo que circuló el chelín colonial «de la rosa americana» o «de Hibernia» hasta 1748, año que fue devuelta a los franceses tras el Tratado de Aquisgrán, por lo que volvió a circular en esta porción de isla la libra colonial de Barlovento, y se usaron en casi todas las Antillas hasta 1761, fecha de la ocupación británica, en donde separadamente y en distintos años se contramarcaron reales españoles coloniales y reales luso-brasileños para crear las diversas monedas isleñas.
Pero Guadalupe y sus dependencias habían sido ocupadas unos años antes por los británicos, en 1759, pero fueron devueltas a los franceses por el Tratado de París en 1763, al mismo tiempo que estos perdían las tres provincias norteamericanas de Nueva Francia a favor de los británicos y en donde pasarían a circular las monedas del chelín colonial «voce-populi» y las escasas monedas de las libras esterlinas, y también a favor de los españoles fue la Luisiana en donde circularon los reales novohispanos, que extraoficialmente también se usaban en todas las colonias europeas. En 1785 la isla de San Bartolomé pasó a manos suecas.
En Guadalupe y dependencias comenzaría a circular nuevamente las monedas de la libra franco-americana que circularon hasta 1794, por la proclamación de la Primera República que comenzaría a mandar las monedas del nuevo franco francés, distribuyéndose por todos los establecimientos americanos, suplantando a las del Antiguo Régimen, hasta que estos comenzarían a escasear debido a la propagación de las guerras revolucionarias francesas.
Por dicha razón comenzaron a crear monedas reselladas propias de Guadalupe y dependencias en 1797 y circularon hasta 1810, fecha de la nueva ocupación británica —las islas de Marigalante y La Deseada fueron usurpadas en 1808, las islas Los Santos y Martinica en 1809— el mismo año que también fue ocupada entera la isla de San Martín, por lo que crearon las distintas monedas reselladas de ocupación y todas las islas se las devolverían a los franceses en 1815.
Luego de las guerras napoleónicas y la Restauración borbónica en Francia, comenzó a usarse nuevamente el franco francés hasta que volvieron a acuñarse monedas generales del Nuevo Mundo en 1825 pero esta vez con el nuevo nombre de franco de las Colonias Francesas americanas, aunque solo circularon en los remanentes que le quedaba en el continente que eran las islas de Guadalupe, Marigalante, La Deseada, Los Santos, parte norte de la isla de San Martín, la isla de Martinica, las islas de San Pedro y Miquelón y la Guayana Francesa.
Circularon dichos francos coloniales hasta 1848, cuando en Guadalupe y dependencias desde ese año se comenzaría a emitir papel moneda del franco guadalupense —en 1877 fue recuperada la isla de San Bartolomé de manos del Reino de Suecia y Noruega, dejando de utilizar como moneda a la corona sueca— junto con los billetes emitidos específicamente para Guayana francesa entre ese año y 1961, mientras usaba las monedas del franco francés hasta 1903, cuando comenzó a acuñar moneda propia del franco guadalupense.
Posteriormente fueron emitidos billetes para el conjunto de Guadalupe con dependencias, la isla de Martinica y la Guayana Francesa y que serían referidos colectivamente como franco de las Antillas Francesas entre 1961 y 1975, pero a falta de acuñación de monedas propias volvieron a utilizar las del franco francés y luego además sus billetes hasta 2002, cuando todos adoptaron el euro.

## Monedas
En los años 1903 y 1921 se han emitido monedas con las denominaciones de cincuenta céntimos y de un franco, ambas en cuproníquel. En el cuadro subsiguiente se muestran los detalles:
| Imagen | Denominación | Emisión | Material     | Peso        | Diámetro | Borde | Forma         |
|        | 50 Céntimos  | 1903    | Cupro-Níquel | 3,56 gramos | 23 mm    | Liso  | Octodecágonal |
|        | 1 Franco     | 1903    | Cupro-Níquel | 5,41 gramos | 26,50 mm | Liso  | Isodecagonal  |

## Billetes

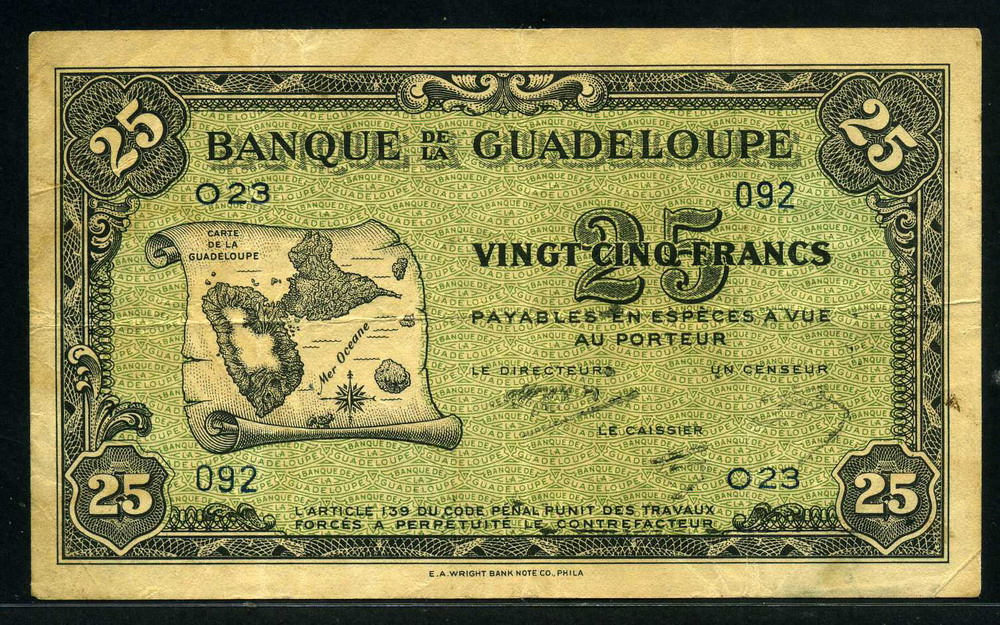
Billete de 25 francos guadalupeños emitido en 1942

En 1848, el Banco de Pret introdujo billetes en denominaciones de 5, 10, 50, 100, 500 y 1000 francos. El Tesoro Colonial emitió bonos de un franco en 1854, seguido por otro de 2 francos en 1864, y finalmente fueron agregados los valores de 50 céntimos, 5 y 10 francos en 1884.
En 1887, el Banco de la Guadalupe introdujo billetes de 500 francos, seguido por otros de 50 céntimos, 1, 2, 25 y 100 francos en 1920 y luego en 1928 se agregó a la circulación el billete de 5 francos. Una última serie de billetes fue presentado por el Banco de Guadalupe en 1942, en denominaciones de 5, 25, 100, 500 y 1000 francos.
En 1944, la Caja Central de la Francia de Ultramar introdujo billetes de 10, 20, 100 y 1000 francos. En 1947, una nueva serie de billetes fue puesta en circulación en denominaciones de 5, 10, 20, 50, 100, 500, 1000 y 5000. Estos billetes poseían el mismo diseño que los emitidos para Guayana Francesa y Martinica.
En 1961, los billetes de 100, 500, 1000 y 5000 francos fueron sobreimpresos con sus valores en nuevos francos: 1, 5, 10 y 50 "nuevos francos". El mismo año, una nueva serie de billetes se introdujo con los nombres de Guadalupe, Guayana Francesa y Martinica en ellos (franco de las Antillas Francesas). En 1963, el Institut d'emisión des départements d'outre-mer (Instituto de Emisiones de los Departamentos de Ultramar) se hizo cargo de la producción de papel moneda en los tres departamentos, emitiendo billetes de 10 y 50 nuevos francos. Estos fueron seguidos en 1964 por una nueva serie de papel dinero con valores de 5, 10, 50 y 100 francos, quitando de los billetes la frase "nuevos francos", y circularon hasta 1975.